# Arc (geometria)

Ombrejat en verd, un sector circular de longitud L al llarg del perímetre del cercle

En geometria euclidiana, un arc és un segment tancat d'una corba en un pla bidimensional; per exemple, un arc circular és un segment de la circumferència d'un cercle. Si el segment d'arc ocupa un cercle màxim o una el·lipse màxima, es considera un segment d'arc màxim.
Tot parell de punts diferents sobre una circumferència determina dos arcs. Si els dos punts no són l'un oposat de l'altre, llavors un d'aquests arcs, l'arc menor, conté un angle menor de π radians (180 graus), i l'altre arc, l'arc major, conté un angle superior a π radians.

## Arcs circulars

### Longitud d'un arc de circumferència
La longitud d'un arc d'un cercle amb radi {\displaystyle r} i angle {\displaystyle \theta \,\!} (mesurat en radiants) respecte al centre del cercle és igual a {\displaystyle \theta r\,\!}. Això és perquè
{\displaystyle {\frac {L}{\text{circumferència}}}={\frac {\theta }{2\pi }}.\,\!}
Si se substitueix "circumferència":
{\displaystyle {\frac {L}{2\pi r}}={\frac {\theta }{2\pi }},\,\!}
i s'aïlla la longitud de l'arc, {\displaystyle L}, s'obté
{\displaystyle L=\theta r.\,\!}
Per a un angle {\displaystyle \alpha } mesurat en graus, la mida en radiants ve donada per
{\displaystyle \theta ={\frac {\alpha }{180}}\pi ,\,\!}
i per tant la longitud de l'arc és
{\displaystyle L={\frac {\alpha \pi r}{180}}.\,\!}
Una manera pràctica de determinar la longitud d'un arc en una circumferència és dibuixar dues línies des dels extrems de l'arc fins al centre de la circumferència, mesurar l'angle que formen els dos segments que es troben al centre, i després resoldre per L la següent fórmula:
mesura de l'angle en graus/360° = L/Circumferència.
Per exemple, si la mesura de l'angle és de 60 graus, i la circumferència és de 24 cm, llavors
{\displaystyle {\frac {60}{360}}={\frac {L}{24}}}
{\displaystyle 360L=1440}
{\displaystyle L=4}.
Això és cert perquè la circumferència d'un cercle i els graus d'una circumferència, que sempre són 360, són directament proporcionals.

### Àrea d'un sector d'arc
L'àrea del sector formar per un arc i el centre d'un cercle (delimitat per l'arc i els dos radis dibuixats als extrems de l'arc) és:
{\displaystyle A={\frac {1}{2}}r^{2}\theta .}
L'àrea {\displaystyle A} té la mateixa proporció respecte al cercle que l'angle {\displaystyle \theta } té respecte a tot el cercle:
{\displaystyle {\frac {A}{\pi r^{2}}}={\frac {\theta }{2\pi }}.}
Podem cancel·lar {\displaystyle \pi } a ambdós costats:
{\displaystyle {\frac {A}{r^{2}}}={\frac {\theta }{2}}.}
Si multipliquem a ambdós costats per {\displaystyle r^{2}}, obtenim el resultat final:
{\displaystyle A={\frac {1}{2}}r^{2}\theta .}
Emprant la conversió anterior, trobem que l'àrea del sector per a un angle central mesurant en graus és:
{\displaystyle A={\frac {\alpha }{360}}\pi r^{2}.}

### Àrea d'un segment d'arc
L'àrea de la figura delimitada per l'arc i el segment que uneix els seus dos extrems és:
{\displaystyle {\frac {1}{2}}r^{2}(\theta -\sin {\theta }).}
Per obtenir l'àrea del segment circular, hem de restar l'àrea del triangle, determinada pel centre del cercle i els dos extrems de l'arc, de l'àrea {\displaystyle A}.

### Radi d'un arc
Emprant el teorema de les cordes intersecants (també conegut com la potència d'un punt), és possible calcular el radi {\displaystyle r} d'una circumferència, donada l'altura {\displaystyle H} i l'amplada {\displaystyle W} d'un arc:
Considerem la corda amb els mateixos extrems que l'arc. La seva mediatriu és una altra recta, que passa pel centre de la circumferència, i considerem-ne l'interval contingut a dins; així obtenim un diàmetre. La longitud de la primera corda és {\displaystyle W,} i està dividida per la mediatriu en dues meitats iguals, cadascuna amb longitud {\displaystyle {\frac {W}{2}}.} La longitud total del diàmetre és {\displaystyle 2r,} i està dividit en dues parts iguals per la primera corda. La longitud d'una part és l'altura de l'arc, {\displaystyle H,} i l'altra part és la resta del diàmetre, amb longitud {\displaystyle (2r-H).} Aplicant el teorema de les cordes intersecants a aquestes dues cordes, obtenim:
{\displaystyle H(2r-H)=\left({\frac {W}{2}}\right)^{2}}
d'on
{\displaystyle 2r-H={\frac {W^{2}}{4H}}}
i per tant:
{\displaystyle r={\frac {W^{2}}{8H}}+{\frac {H}{2}}}